# Os Republicanos (França)
Os Republicanos (em francês: Les Républicains) é um partido político de França, fundado a 30 de Maio de 2015 por Nicolas Sarkozy. Seu atual líder é Éric Ciotti.
É o partido sucessor da União por um Movimento Popular, fundado em 2002 por Jacques Chirac.
Tem a ideologia neo-gaullista, adotando posição conservadora, sendo membro do Partido Popular Europeu, da Internacional Democrata Centrista e da União Internacional Democrata.
Na eleição presidencial de 2022, a indicada do LR Valérie Pécresse ficou em quinto lugar com 4,7% dos votos no primeiro turno, o que foi considerado decepcionante. Éric Ciotti tornou-se presidente da LR após a eleição de liderança de 2022.

## Resultados eleitorais

### Eleições presidenciais
| Data | Candidato apoiado | 1ª Volta | 1ª Volta  | 1ª Volta       | 2ª Volta | 2ª Volta | 2ª Volta |
| Data | Candidato apoiado | CI.      | Votos     | %              | CI.      | Votos    | %        |
| ---- | ----------------- | -------- | --------- | -------------- | -------- | -------- | -------- |
| 2017 | François Fillon   | 3.º      | 7 212 995 | 20,01 / 100,00 |          |          |          |
| 2022 | Valérie Pécresse  | 5ª       | 1 679 470 | 4,78 / 100,00  |          |          |          |

### Eleições legislativas
| Data | 1ª Volta | 1ª Volta  | 1ª Volta       | 1ª Volta | 2ª Volta | 2ª Volta  | 2ª Volta       | 2ª Volta | Deputados | +/- | Status   |
| Data | CI.      | Votos     | %              | +/-      | CI.      | Votos     | %              | +/-      | Deputados | +/- | Status   |
| ---- | -------- | --------- | -------------- | -------- | -------- | --------- | -------------- | -------- | --------- | --- | -------- |
| 2017 | 2.º      | 3 573 427 | 15,77 / 100,00 |          | 2.º      | 4 040 016 | 22,23 / 100,00 |          | 112 / 577 |     | Oposição |

### Eleições senatoriais
| Data | Cl. | Deputados | +/- | Status  |
| ---- | --- | --------- | --- | ------- |
| 2017 | 1.º | 146 / 348 |     | Maioria |
| 2020 | 1.º | 148 / 348 | 2   | Maioria |

### Eleições europeias
| Data | Cabeça de lista         | CI. | Votos     | %             | +/- | Deputados | +/- |
| ---- | ----------------------- | --- | --------- | ------------- | --- | --------- | --- |
| 2019 | François-Xavier Bellamy | 4.º | 1 920 407 | 8,48 / 100,00 |     | 7 / 74    |     |